# Pàtrocles de Túrios
Pàtrocles de Túrios (en grec antic: Πατροκλῆς; en llatí: Patrocles) fou un poeta tràgic grec nascut a Túrios, a la Magna Grècia, probablement contemporani del jove Sòfocles i que devia viure cap al final del segle v aC o començament del segle iv aC.
Climent d'Alexandria esmenta una obra seva de nom Dioscuri, i Estobeu reprodueix set línies d'aquesta obra. No se'n coneix res més.